# Infinity (filme)
Infinity é um filme de drama biográfico americano de 1996 sobre o início da vida do físico Richard Feynman. Feynman foi interpretado por Matthew Broderick, que também dirigiu e produziu o filme. A mãe de Broderick, Patricia Broderick, escreveu o roteiro, baseado nos livros Surely You're Joking, Mr. Feynman! (Certamente você está brincando, Sr. Feynman!) e o What Do You Care What Other People Think?, ambos escritos por Feynman e Ralph Leighton.

## Enredo
O filme segue o livro O que você se importa com o que as outras pessoas pensam? bastante de perto em termos das histórias contadas. 
O filme começa em 1924 com Richard e seu pai Melville caminhando pela floresta, onde Melville mostra sua inspiração científica para Richard. Em 1934, Richard e Arline estão no ensino médio e seu relacionamento romântico começa. A história então salta para os anos da faculdade e Arline fica doente com tuberculose linfática. Ele continua sua mudança para o oeste, para o Laboratório Nacional Los Alamos, em Los Alamos, Novo México, onde Arline o segue mais tarde para um hospital em Albuquerque, Novo México.  

## Elenco
| Ator                  | Função                    | Notas                                                  |
| --------------------- | ------------------------- | ------------------------------------------------------ |
| Matthew Broderick     | Richard Feynman           |                                                        |
| Patricia Arquette     | Arline Greenbaum          | Primeira esposa de Feynman                             |
| Peter Riegert         | Melville "Mel" Feynman    | Pai de Feynman                                         |
| Dori Brenner          | Tutti Feynman             |                                                        |
| Peter Michael Goetz   | Dr. Murray Gell-Mann      |                                                        |
| Željko Ivanek         | Preço da conta            |                                                        |
| Joyce Van Patten      | Tia Ruth                  |                                                        |
| James LeGros          | John Archibald Wheeler    | Orientador de tese em Princeton                        |
| Jeffrey Force         | Jovem Richard Feynman     |                                                        |
| David Drew Gallagher  | Harold                    |                                                        |
| Raffi Di Blasio       | Robert                    |                                                        |
| Joshua Keaton         | David                     |                                                        |
| James Hong            | Abacus Adder              |                                                        |
| Emerson Tran          | Criança                   |                                                        |
| Melissa DeLizia       | Young Joan                |                                                        |
| John Hammil           | Condado Dr. # 1           |                                                        |
| Jack Lindine          | Mr. Greenbaum             | Pai de Arline                                          |
| Helene Moore          | Enfermeira do condado # 1 |                                                        |
| Mary Pat Gleason      | Condado Dr. # 2           |                                                        |
| Horton Foote Jr.      | Médico do bairro          |                                                        |
| Mary Kay Wulf         | Tia Rose                  |                                                        |
| Laurence Haddon       | Médico da família         |                                                        |
| Tom Kurlander         | Motorista                 |                                                        |
| Mark Burnham          | Passageiro # 1            |                                                        |
| Googy Gress           | Passageiro # 2            |                                                        |
| Joshua Goldin         | Passageiro # 3            |                                                        |
| Erich Anderson        | Gil                       |                                                        |
| Matt Mulhern          | Gate Guard                |                                                        |
| Drew Ebersole         | Calculadora Kid # 1       |                                                        |
| John Patterson        | Stan Ivanek               |                                                        |
| Damion Scheller       | Calculadora Kid # 2       |                                                        |
| Joshua Malina         | Calculadora Kid # 3       |                                                        |
| Demetrius Navarro     | Calculadora Kid # 4       |                                                        |
| Cosimo Sherman        | Garo                      |                                                        |
| Geoffrey Nauffts      | Roubar                    |                                                        |
| David Barrera         | Chepa                     |                                                        |
| Patrick James Clarke  | Companheiro Forte         |                                                        |
| Kirk Fox              | Mecânico                  |                                                        |
| Marianne Muellerleile | Enfermeira Gracie         |                                                        |
| Michelle Feynman      | Menina de costura no trem | Cameo por Michelle, filha de Richard Feynman (adotada) |
| Kristin Dattilo       | Joan Feynman              | Irmã de Richard Feynman                                |
| Bill Bolender         | Isidor Rabi               |                                                        |
| Corbitt Smith         | Henry                     |                                                        |

## Produção
Em 1994, Broderick disse sobre o projeto: "A maneira óbvia de estruturar um filme sobre Feynman seria abrir com o desastre do <i id="mw8g">Challenger</i>: o velho gênio louco aparece e descobre tudo, então ele entra em um devaneio ao longo das linhas de "Há muito tempo eu conheci uma garota. . . . Nós não fizemos isso, porque queremos que este seja um filme íntimo e pensamos que se concentrar em um período de sua vida que inclui a invenção da bomba e a morte de sua primeira esposa foi suficiente."  
Broderick disse mais tarde em 1997: "Foi um trabalho difícil e levou quatro anos do início ao fim". 

## Recepção
O filme tem 62% de classificação no Rotten Tomatoes. Roger Ebert premiou o filme com três estrelas. Leonard Maltin concedeu duas estrelas e meia.
Emanuel Levy, da Variety, fez uma crítica negativa ao filme e descreveu o filme como "um filme defeituoso que sofre com uma fraca performance de Patricia Arquette". Por outro lado, John Krewson, do The AV Club, fez uma crítica positiva.